# Colegio de cirugía

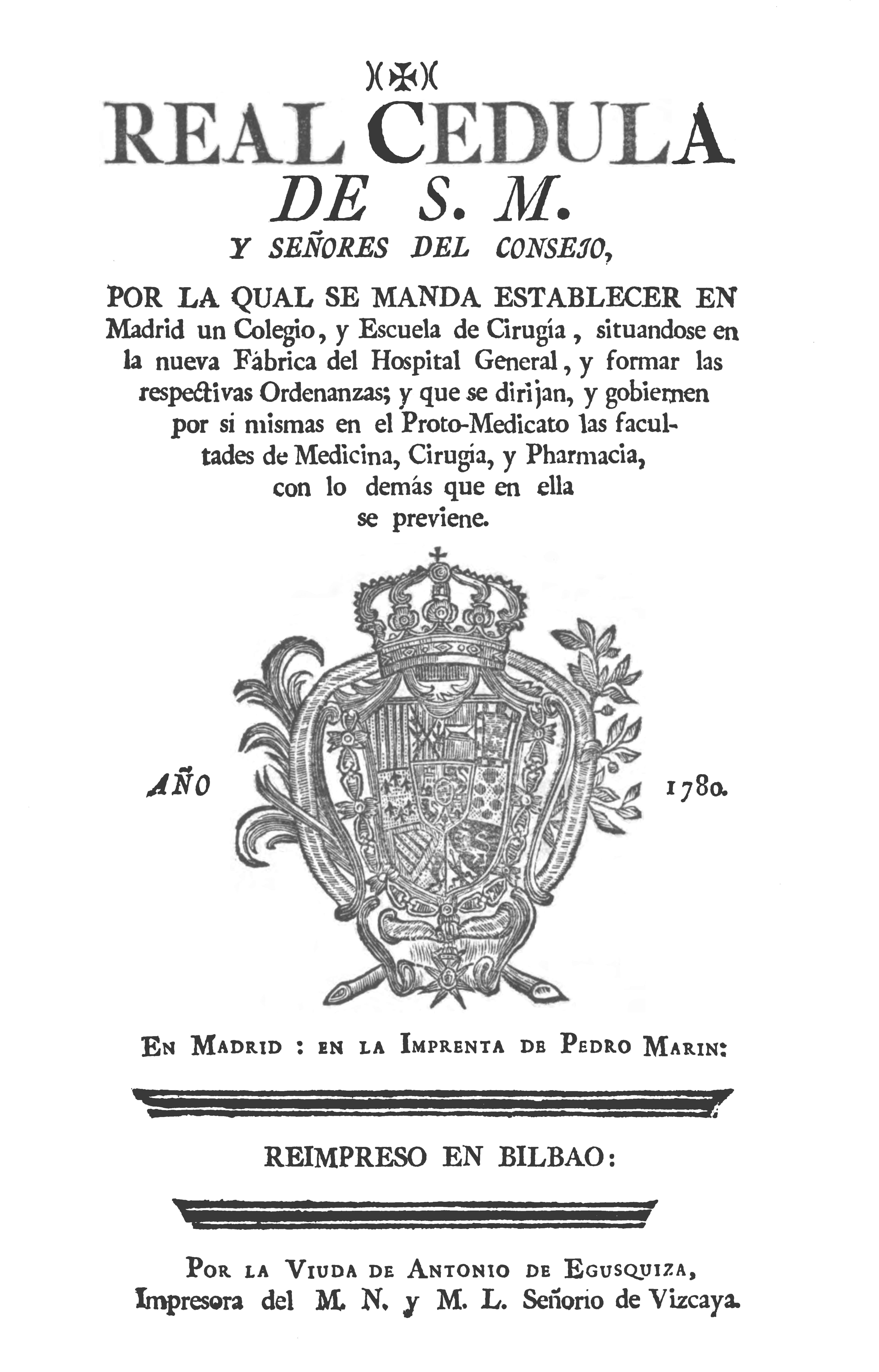
Real Cédula de fundación en Madrid del Colegio de Cirugía de San Carlos en 1780.

Colegio de cirugía es una denominación para instituciones educativas dedicadas a la enseñanza de la cirugía.
Los Reales Colegios de Cirugía eran instituciones españolas fundadas en el siglo XVIII:
- 1748: Real Colegio de Cirugía de la Armada (Cádiz).
- 1760: Colegio de Cirugía de Barcelona o Real Colegio de Cirugía de Barcelona (véase Antonio Gimbernat y Arbós y Pedro Virgili).
- 1768: Real Colegio de Cirugía de Nueva España.
- 1780: Colegio de Cirugía de San Carlos (Madrid).
- 1811: Colegio de Medicina y Cirugía de San Fernando (Lima) (véase Facultad de Medicina Humana "San Fernando" (UNMSM)).

Los Reales Colegios de Cirugía en España se suprimieron en 1843, transformándolos en Facultades de Ciencias Médicas.